# 皋埠街道
皋埠街道，原为皋埠镇，中国浙江省绍兴市越城区下辖的一个镇。2019年10月15日，撤镇设街道。

## 行政区划
皋埠街道现辖：
银春社区、银兴社区、东湖社区、上蒋村、腰鼓山村、攒宫村、牌口村、阮家湾村、吼山村、集体村、西鲁村、南坂溇村、漫池村、东林村、朱家泾村、鲁家泾村、黄泾村、山前徐村、西湖岙村、坝头山村、樊江村、胜利村、下堡村、东杨湾村、藕泾村、前孟葑村、后孟葑村、新桥村、皇埠村、独树村、塘下赵村、东湖村、东龙山村、大湖头村、凤鸣村、笄山村、薛家埭村、坝口村和坝内村。

## 交通
- 萧甬铁路：皋埠站